# Gabriel De Michèle
Gabriel De Michèle (* 6. März 1941 in Saint-Étienne) ist ein ehemaliger französischer Fußballspieler.

## Karriere

### Im Verein
Der in Lothringen aufgewachsene, temperamentvolle linke Verteidiger kam 1962 von einem Amateurverein aus Jarny zum Zweitligisten FC Nantes, der sich anschickte, zum ersten Mal in der Vereinsgeschichte in die Division 1 aufzusteigen, was „Gaby“ und seinen Kameraden am Ende dieser Saison auch gelang. De Michèle gehörte von Anfang an zur Stammformation des wegen seiner gelben Trikots als „Kanarienvögel“ (les canaris) bezeichneten Liganeulings und war an dessen rasanter Entwicklung vom Provinz- zu einem der beiden dominierenden Klubs maßgeblich beteiligt. Trainer José Arribas formte eine „Mannschaft der Namenlosen“, zu der neben dem Jungprofi De Michèle unter anderem Robert Budzynski, Gilbert Le Chenadec, Philippe Gondet, Ramón Muller, Jacques Simon und Jean-Claude Suaudeau gehörten. Während der folgenden zwölf Jahre, die der Abwehrspieler ausnahmslos in Nantes spielte, kamen mit Jean-Paul Bertrand-Demanes, Roger Lemerre, Henri Michel und Patrice Rio weitere Fußballer hinzu, die den Canaris oft ebenfalls über viele Jahre die Treue hielten. Die Verpflichtung von teuren bzw. ausländischen Spielern wie Didier Couécou oder Erich Maas blieb die Ausnahme. Arribas’ Maxime „Schnelligkeit, Technik, Spielintelligenz“ erforderte auch von den Defensivkräften wie De Michèle eine flexible Spielweise und ständige Bewegung.
Schon am Ende der zweiten Saison (1964/65) gewann der FC Nantes seinen ersten Meistertitel, den er 1966 mit großem Vorsprung verteidigen konnte. In diesem Jahr stand Gabriel De Michèle auch in seinem ersten Pokalendspiel, in dem sich allerdings Racing Strasbourg mit 1:0 durchsetzte. In der Saison 1966/67 wurde der Verteidiger zum Nationalspieler und seine Mannschaft hinter der AS Saint-Étienne, dem großen Rivalen dieses Jahrzehnts, Vizemeister der Liga. Gegen den Verein aus seiner Geburtsstadt folgte 1970 ein weiterer Höhepunkt in De Michèles Karriere, wenn auch einer mit extrem negativem Ausgang: im Pokalendspiel kassierte Nantes gegen Saint-Étienne mit 0:5 eine herbe Niederlage. Wiederum drei Jahre später allerdings gewann er seine dritte Meisterschaft und hatte die Chance auf seinen ersten Doublé – doch erneut hatte der Gegner des FC im Pokalendspiel am Ende die Nase vorne (2:1-Sieg für Olympique Lyon).
1975 verließ der inzwischen 34-Jährige die Canaris nach fast 400 Punktspielen, war aber bis 1981 noch als Amateur bei zwei unterklassigen Klubs aus der Region an der Loiremündung, in Saint-Nazaire bzw. Nantes, aktiv.

#### Stationen
- Jarny (bis 1962)
- Football Club de Nantes (1962–1975, 1962/63 in D2)
- Football Club Saint-Nazaire (1975–1978)
- Association Sportive de PTT Nantes (1978–1981)

### Internationale Einsätze
Gabriel De Michèle hatte bereits als Heranwachsender (Espoirs) das blaue Nationaltrikot getragen, danach in der französischen Amateur-, der Militär- und der B-Auswahl. Im Juli 1966 bzw. im Juni 1967 bestritt er dann auch zwei A-Länderspiele für Frankreich. Sein Debüt fand auf prominenter Bühne statt: bei der Weltmeisterschaftsendrunde in England gehörte er gegen Mexiko zur Anfangsformation der Bleus. Insgesamt stand der Linksverteidiger 17-mal im Nationalkader, es blieb aber bei zwei Einsätzen.
Mit dem FC Nantes spielte er in 17 Begegnungen aller drei Europokalwettbewerbe. Dort erging es den Canaris allerdings ähnlich wie im französischen Pokal – spätestens nach zwei Runden waren sie ausgeschieden, und das mit wenigen Ausnahmen (1966/67 Celtic Glasgow und 1971/72 Tottenham Hotspur) nicht einmal gegen „große Namen“. An einer besonders bitteren Lektion war auch De Michèle beteiligt, als Nantes im Landesmeisterpokal 1973/74 auf eigenem Platz dem dänischen Vejle BK mit 0:1 unterlag.

## Palmarès
- Französischer Meister: 1965, 1966, 1973 (und Vizemeister 1967, 1974)
- Französischer Pokalsieger: Fehlanzeige (aber Finalist 1966, 1970, 1973)
- 2 A-Länderspiele (kein Treffer); WM-Teilnehmer 1966
- 387 Spiele und 4 Tore in der Division 1[6]
- 17 Europapokalspiele, kein Treffer

## Leben nach der aktiven Zeit
Wie viele andere ehemalige Fußballspieler arbeitete auch De Michèle als Repräsentant für Adidas. Er ließ sich in Carquefou, am Rande von Nantes, nieder und genießt dort heute seinen Ruhestand.